# محمود الهوتكي
الشاه محمود الهوتَكيّ (بالبشتوية: شاہ محمود هوتکی)، عسكري أفغاني مسلم، ينتمي للعرق البشتوني في أفغانستان، من مواليد 1697، حتى وفاته بتاريخ 22 أبريل 1725
كان الحاكم الثالث في الدولة الهوتكية وكانت مده حكمه من 1717 إلى 1725.

## وصلات خارجية
- An outline of the History of Persia during the last two centuries (1722–1922), The Afghan Invasion (1722–1730)
- Encyclopædia Britannica Online – Last Afghan empire

| قبلــه: عبد العزيز الهوتكي | الدولة الهوتكية | بعــده: أشرف الهوتكي |